# Süderau (Fluss)
Die Süderau ist ein Nebenfluss der Miele im Kreis Dithmarschen in Schleswig-Holstein. Sie entsteht durch den Zusammenfluss von Weddelbek und Frestedter Au bei Krumstedt. Die Süderrau hat eine Länge von 9,7 km. Der Oberlauf bis zum heute verlandeten Windberger See wird als Schafau bezeichnet. Laut dem wasserwirtschaftlichen Gewässerverzeichnis wird der Oberlauf bis zur Friedrichshöferstraße in Meldorf als Süderau/Schafau mit der Gewässernummer 18.01 und danach bis zur Straße Unterm Deich im Meldorfer Ortsteil Meldorfer Hafen als Miele/Süderau mit der Gewässernummer 17.01 bezeichnet.
Die Süderau gehört nach der europäischen Wasserrahmenrichtlinie (WRRL) zum Wasserkörper „Süderau und Nebengewässer“ mit der Kennung DERW_DESH_MI_10. Sie wird als  Gewässertyp „Kleine Niederungsfließgewässer in Fluss- und Stromtälern (LAWA-Typcode: 19)“ eingestuft und gilt nach § 28 Wasserhaushaltsgesetz (WHG) als „erheblich verändert“. Ihr ökologisches Potenzial wird als „mäßig“ und ihr chemischer Zustand als „nicht gut“ eingestuft. Letzterer wird damit begründet, dass die Grenzwerte der Umweltqualitätsnormen (UQN) bezüglich Bromierter Diphenylether (BDE), Quecksilber, Quecksilberverbindungen und Metolachlor überschritten werden. Bis zum Jahre 2028 muss gemäß WRRL ein guter ökologischer und chemischer Zustand erreicht werden.